# Sigval Bergesen der Jüngere

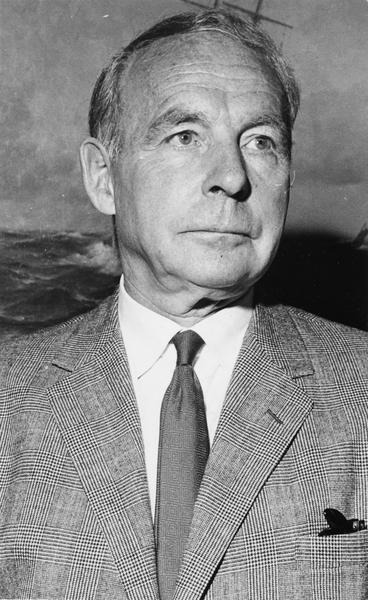
Sigval Bergesen der Jüngere, 1967

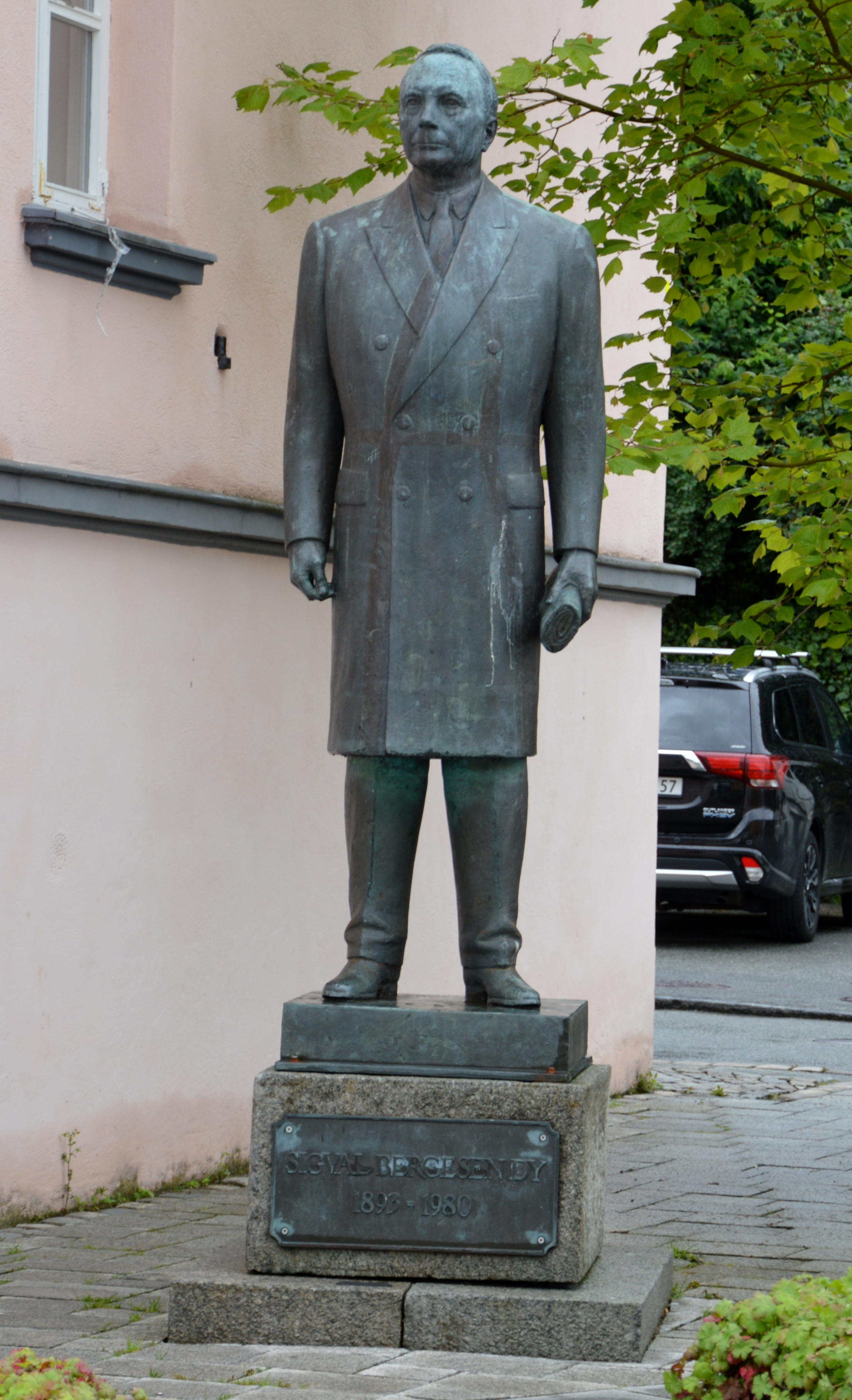
Denkmal in Stavanger

Sigval Bergesen der Jüngere (* 27. April 1893 in Stavanger; † 7. Mai 1980 in Oslo) war ein norwegischer Reeder und Werftbesitzer.

## Leben
Er wurde als Sohn des Reeders Sigval Bergesen (1863–1956) und von Rachel Racine (1866–1936) geboren.  Bergesen besuchte bis 1908 eine Mittelschule, eine weiterführende Ausbildung am Kristiania Handelsgymnasium schloss er nicht ab. 1916 heiratete er Ingerid Sømme (1895–1980), aus der Ehe gingen fünf Kinder hervor. Ab 1916 war er auch in der Werft seines Vaters tätig. Während des Ersten Weltkriegs beteiligte er sich mit starken Verlusten an Aktienspekulationen, so dass ihn 1920 nur die Unterstützung seines Vaters vor einer Insolvenz rettete. Sigval Bergesen der Jüngere war mit Erfolg im väterlichen Unternehmen tätig, wobei er insbesondere im Geschäft mit Tankern Erfahrungen sammelte. Er versuchte von seinem Vater unabhängiger zu werden und nahm für sich selbst 1934 in Odense einen Tanker unter Vertrag. Dies führte zu einem schweren Zerwürfnis mit seinem Vater, in dessen Ergebnis er das väterliche Unternehmen verließ. Als eigenes Unternehmen begründete er daraufhin die Sig. Bergesen Dy & Co. mit der er vor allem im Bereich des Tankergeschäfts erfolgreich war. Während des Zweiten Weltkrieges gelang es ihm in einer umstrittenen Aktion die Kontrolle über die Werft A / S Rosenberg Mek. Verksted zu übernehmen. 
1945 wurde Bergesens Ehe geschieden und er heiratete noch im gleichen Jahr Anne Fekete (1903–1983). 
Nach Kriegsende expandierte er sowohl mit der Werft als auch mit der Reederei, bis er zum 1. Januar 1970 die Werft an den Kværner-Konzern veräußerte. Die Expansion der Reederei setzte er jedoch fort. Von zwei Tankern zum Ende des Krieges war die Flotte bis 1976 auf 27 Schiffe mit 5,2 Millionen Tonnen angewachsen. Seine Geschäftspolitik traf jedoch wiederholt auf Kritik.
Bergesen spendete größere Summen für gemeinnützige Zwecke insbesondere in Rogaland und setzte sich für die Idee der Gründung der Universität Stavanger ein.

## Ehrungen
1957 wurde er Kommandeur im Sankt-Olav-Orden. In Stavanger wurde ihm zu Ehren ein Denkmal errichtet.